# Côte de Shirase
La côte de Shirase est une région côtière de la terre Marie Byrd donnant sur la mer de Ross, en Antarctique occidental. Elle est séparée de la côte de Saunders au nord par le cap Colbeck et s'étend au sud jusqu'à la côte de Siple, au-delà de la baie d'Okuma.
La côte de Shirase se situe dans la dépendance de Ross, revendiquée par la Nouvelle-Zélande. Elle a été baptisée en l'honneur de l'explorateur japonais Shirase Nobu.